# Skuggafjöll
Skuggafjöll är en bergskedja i republiken Island. Den ligger i regionen Suðurland, 160 km öster om huvudstaden Reykjavík.